# Джонс, Дэвид Айвон
Дэвид (Дейвид) Айвон Джонс (англ. David Ivon Jones; 1883, Аберистуит — 13 апреля 1924, СССР) — деятель рабочего и коммунистического движения Южной Африки.

## Биография
Родился в Аберистуите (Уэльс), рано осиротел, воспитывался бабушкой, которая тоже умерла, когда он был ещё ребёнком. Кроме того, в детстве подхватил туберкулёз, от последствий которого страдал всю свою недолгую жизнь. В подростковом возрасте сознательно перешёл из методизма в унитаризм, за что был подвергнут остракизму родственниками и знакомыми. Вскоре из медицинских соображений покинул Уэльс, отправившись в Новую Зеландию, где промышлял охотой на кроликов.
В 1910 году приехал в Южную Африку, поселившись вначале в небольшом городе в Оранжевой республике, а затем в Йоханнесбурге. Здесь произошла трансформация его убеждений из либеральных в социалистические; Джонс искал способы преодоления расовых барьеров и построения эгалитарного сообщества.
В 1911 году он вступил в Южноафриканскую лейбористскую партию и вскоре принял деятельное участие в рабочем движении, в том числе в забастовках 1913—1914 годов. Из-за последовавших депортаций лейбористы лишились многих своих лидеров, и Джонс в январе 1914 года стал одним из её ведущих организаторов, а в августе был избран генеральным секретарём лейбористской партии.
Начавшаяся Первая мировая война принесла раскол в ряды партии: большинство руководства попрало прежнюю антивоенную позицию и фактически поддержало вступление в войну на стороне Антанты; против выступила левосоциалистическая оппозиция во главе с Сидни Персивалом Бантингом. Когда в 1915 году её исключили из рядов лейбористов, Джонс, до того разрывавшийся между своими убеждениями и лояльностью к партии, покинул ряды последней и присоединился к образовавшейся антивоенной Интернациональной социалистической лиге. Он стал её генеральным секретарём и редактором газеты «Интернационал» («International»).
Лига находилась под влиянием революционного синдикализма в духе профсоюза «Индустриальные рабочие мира» и радикального марксизма Даниеля Де Леона; Джонс с энтузиазмом принял революцию в России, написав в 1918 году брошюру «The Bolsheviks Are Coming», после чего его подвергли очередной серии арестов. Он был одним из главных инициаторов объединения своей лиги с другими марксистскими группами в Коммунистическую партию Южной Африки в 1921 году. В том же году он отправился в Москву, где стал первым представителем КПЮА в Исполкоме Коминтерна, выучил русский язык и начал переводить В. И. Ленина.
Умер в Ялте после продолжительной и тяжелой болезни. Похоронен на Новодевичьем кладбище.
Будучи одними из первых белых жителей Южной Африки, боровшихся за равные права для своих темнокожих соотечественников, Д. И. Джонс и С. П. Бантинг развернули кампании за права коренных африканцев. За это основатель компартии остаётся весьма чтимой фигурой не только среди коммунистов, но и в Африканском национальном конгрессе.

## Сочинения
- Communism in South Africa, Johannesburg, 1921;
- Lenin’s First Book, «The Communist Review», 1924, v. 5, № 1;
- Lenin’s First Newspaper, «The Communist Review», 1924, v. 5, № 2—3;

Русские переводы:
- Во «Всероссийской кочегарке», «Красный Интернационал профсоюзов», 1922, № 1 (12);
- Восстание рабочих в Южной Африке, «Коммунистический Интернационал»[2], 1922, № 21;
- Восстание рудокопов, «Красный Интернационал профсоюзов», 1922, № 4 (15);
- Что знали мы в Южной Африке об Октябрьской революции, в книге: Красный Петроград. 4 годовщина Октябрьской революции, П., 1921.